# Christian L. Thuren
Christian Laurits Thuren, född den 21 april 1846 i Köpenhamn, död den 30 november 1926 på Frederiksberg, var en  dansk historicistisk arkitekt. Han var far till Hjalmar Thuren.
Thuren var elev till Johan Henrik Nebelong och genomgick Kunstakademiet, där han fick avgångsbetyg 1868 och den mindre guldmedaljen 
1874 för uppgiften Lokale til et dramatisk Selskab. År 1878 blev han anställd som byggnadsinspektör på Frederiksberg och var länge verksam på den posten. Thuren utvecklade även en omfattande verksamhet som utövande arkitekt och utförde förutom åtskilliga privatbyggnader bland annat Musikkonservatoriet (1886), Ny Carlsbergs arbetarbostäder (1887), olika kommunala skolor på Frederiksberg, Frederiksberg Hospital (utbyggnad av det gamla 1880–1895, ett helt nytt 1898–1903), apoteken Sankt Stephan (1881), Sankt Paul (1885), Sorte Hest (1885) och det i Hellerup (1901). Därtill kommer en del byggnader på Island, exempelvis 
en bankbyggnad i Reykjavik (1898). Erik Schiødte skriver i Dansk Biografisk Leksikon: "Hans Bygninger udmærke sig ved en vis Kraft i Behandlingen af Enkelthederne".